# Arellano (Navarra)
Arellano ist ein nordspanisches Dorf und eine Gemeinde (municipio) mit 159 Einwohnern (Stand: 2024) im Süden der Autonomen Gemeinschaft Navarra.

## Lage und Klima
Arellano liegt gut 45 km (Fahrtstrecke) südwestlich von Pamplona bzw. ca. 37 km nordöstlich von Logroño in einer Höhe von ca. 645 m. Das Klima ist gemäßigt bis warm; Regen (600 mm/Jahr) fällt überwiegend im Winterhalbjahr.

## Bevölkerungsentwicklung
| Jahr      | 1970 | 1981 | 1991 | 2001 | 2011 | 2021 |
| Einwohner | 290  | 239  | 220  | 192  | 199  | 164  |

## Sehenswürdigkeiten
- Reste der römischen Villa von Las Musas
- Romanuskirche
- Marienkapelle

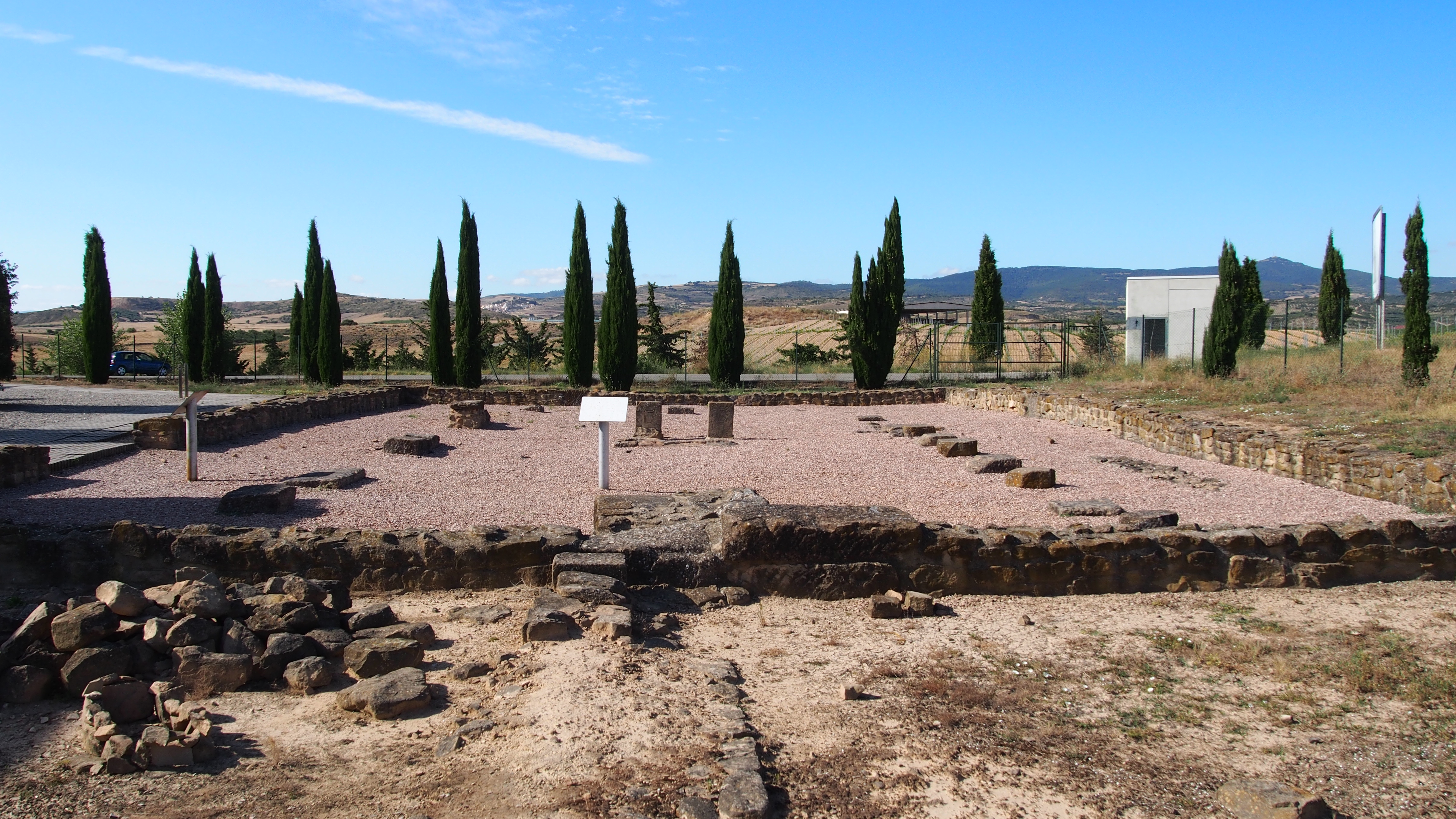
Archäologische Grabungsstätte der römischen Villa von Las Musas
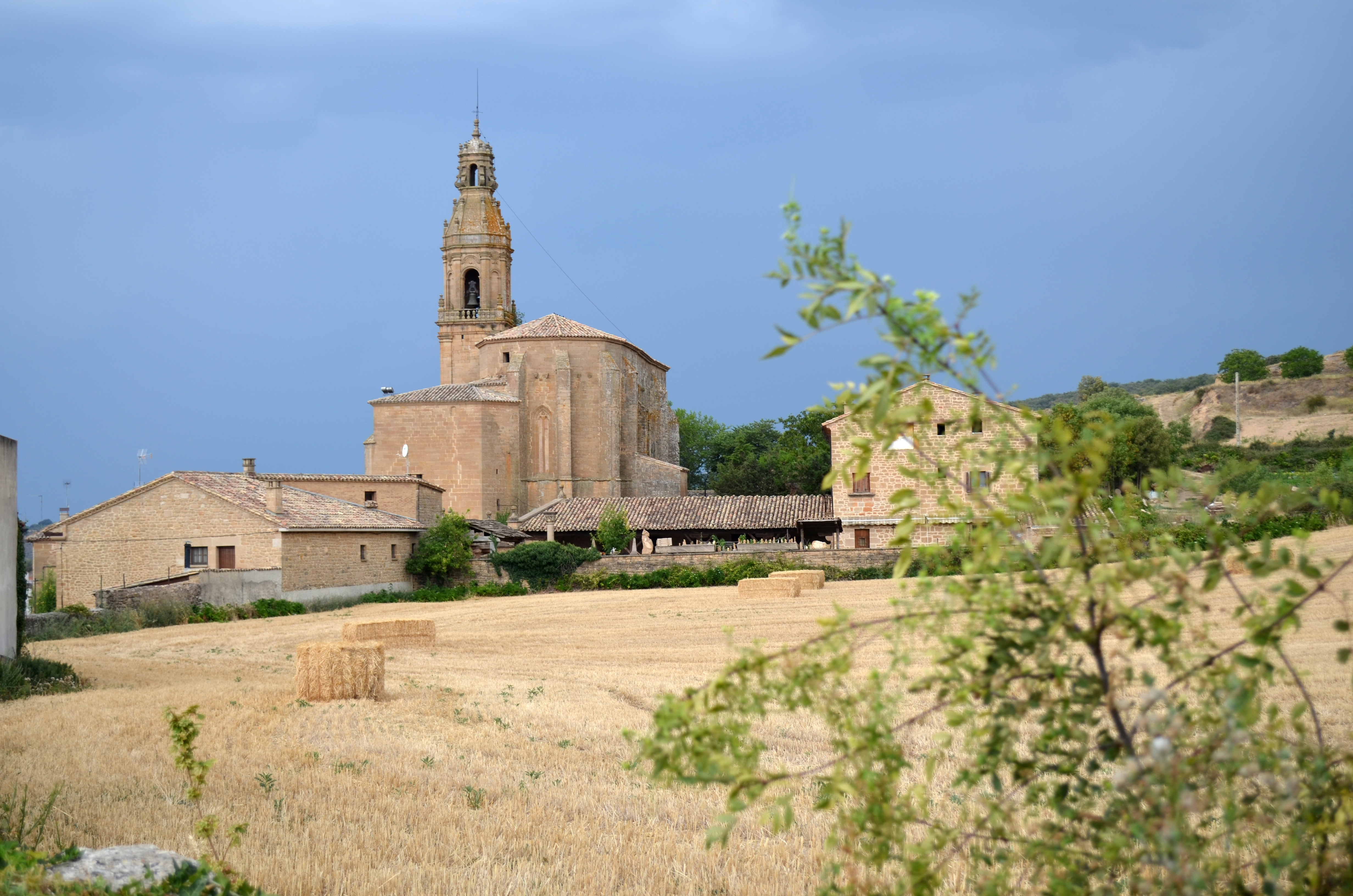
Romanuskirche
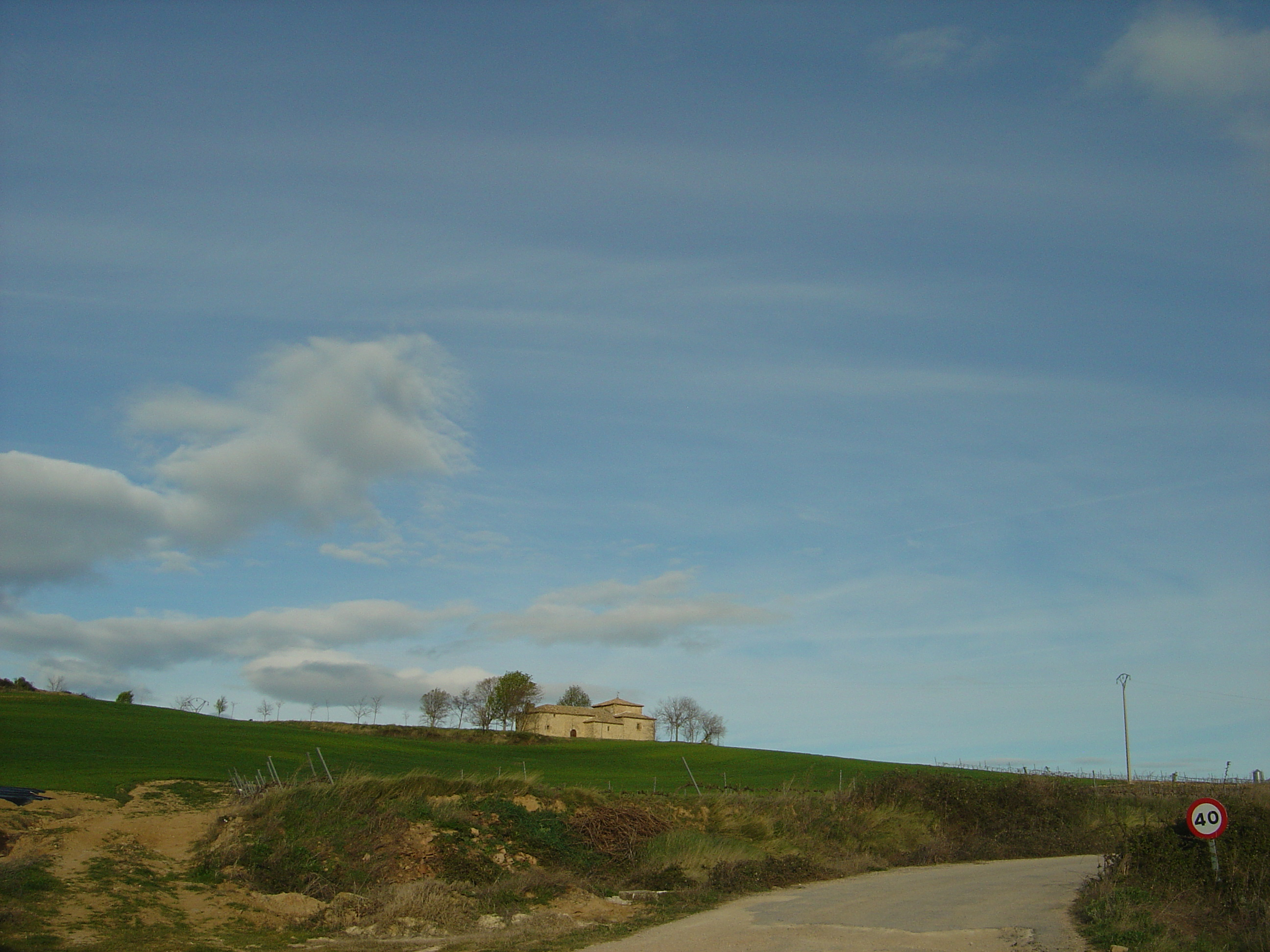
Marienkapelle

## Persönlichkeiten
- Veremundo de Irache (um 1020–1092/1099), Benediktinermönch und Abt des Klosters Santa María la Real de Irache, Heiliger der römisch-katholischen Kirche
- Fortunato Aguirre (1893–1936), baskischer Politiker